# Munktorps BK
Munktorps BK är en fotbollsklubb i Munktorp, startad 1913. Verksamheten innefattar både barn-, junior- och seniorlag. Hemmaplan är Tallåsen. Lagets färger är svart och vitt.
Den professionelle fotbollsspelaren Fredrik Stenman började sin karriär i föreningen.
Munktorps största framgång som fotbollsförening på seniornivå kom 2013 när klubben vann division 4 Västmanland. Säsongen 2014 kommer Munktorp spela division 3 västra Svealand. Mbk har också varit framgångsrika i futsal. DM-guld 2010 , 2012 och silver 2011.